# Championnat de Madagascar de football 2019-2020
 (août 2019).
Si vous disposez d'ouvrages ou d'articles de référence ou si vous connaissez des sites web de qualité traitant du thème abordé ici, merci de compléter l'article en donnant les références utiles à sa vérifiabilité et en les liant à la section « Notes et références ».
 (novembre 2020).
Navigation
THB Champions League Pro League 2020-2021
La saison 2019-2020 de Malagasy Pro League est la 57e édition du Championnat de Madagascar de football et la première sous l'appellation de Pro League.
La compétition sera abandonnée en cours de route en raison de la pandémie de Covid-19.

## Participants
| Club            | Stade                         | Ville                |
| --------------- | ----------------------------- | -------------------- |
| Fosa Juniors FC | Stade Rabemananjara           | Mahajanga/Majunga    |
| CNaPS Sport     | Stade CNaPS Sport             | Vontovorona          |
| COSFA           | Stade municipal de Mahamasina | Antananarivo         |
| 3FB             | Stade Maître Kira             | Toliara              |
| Club M          | Stade de Barikadimy           | Mananara Nord        |
| Zanakala FC     | Stade moderne Ampasambazaha   | Fianarantsoa         |
| AJESAIA         | Stade Municipal de Mahamasina | Antananarivo         |
| Tia Kitra       | Stade municipal de Tamatave   | Taomasina            |
| AS ADEMA        | Stade municipal de Mahamasina | Antananarivo         |
| Elgeco plus     | Stade Elgeco Plus             | Alasora              |
| AS JET Mada     | Stade municipal de Mahamasina | Antananarivo         |
| FCA Ilakaka     | Stade moderne Ampasambahaza   | Ilakaka Fianarantsoa |

## Compétition

### Règlement
Le classement est calculé avec le barème de points suivant : une victoire vaut trois points, le match nul un. La défaite ne rapporte aucun point.
Les critères de départage se présentent ainsi :
1. plus grand nombre de points ;
2. plus grande différence de buts générale ;
3. plus grand nombre de points dans les confrontations directes ;
4. plus grande différence de buts particulière ;
5. plus grand nombre de buts dans les confrontations directes ;
6. plus grand nombre de buts à l'extérieur dans les confrontations directes ;
7. plus grand nombre de buts marqués ;
8. plus grand nombre de buts marqués à l'extérieur ;
9. plus grand nombre de buts marqués sur une rencontre de championnat ;
10. meilleure place au Challenge du Fair-play(1 point par joueur averti, 3 points par joueur exclu).